# روفوس لينوار باترسون
روفوس لينوار باترسون (بالإنجليزية: Rufus Lenoir Patterson)‏ هو محامي أمريكي، ولد في 22 يونيو 1830، وتوفي في 15 يوليو 1879.